# Национално знаме на Северна Корея
Националното знаме на Северна Корея е прието на 8 септември 1948 година, и е един от националните символи на страната.
Знамето запазва оригиналните цветове на историческото корейско знаме от 19 век – синьо, бяло, и червено. Червената петолъчка символизира комунистическия строй на страната и борбеният дух на народа ѝ. Червената ивица символизира революцията и борбата, сините ивици – независимостта и стремежът към обединение и приятелство с другите народи, а бялото символизира чистота. Най-голямото севернокорейско знаме се намира в село Киджон (т. нар. „Село на мира“), близо до демилитаризираната зона. То тежи 136 килограма и е окачено на най-големия пилон за знамена в света, който е висок 160 метра.